# 高品格
高品 格（たかしな かく、1919年2月22日 - 1994年3月11日）は日本の俳優。本名、向後 直吉（こうご なおきち）。
千葉県出身。北川事務所、スタッフ・アップに所属していた。息子は作家・カウンセラーの向後善之（1957年生）。本名から分かる通り、同じ旭市出身の高品剛とは無関係。

## 人物
千葉県海上郡飯岡町に漁師の息子として生まれる。千葉県匝瑳郡八日市場小学校高等科を卒業後、八日市場区裁判所に勤務する。
1935年、東京市杉並区高円寺の「東邦拳闘倶楽部」に入ってプロボクサーになり、東洋フライ級チャンピオンまで登り詰めるが、日本映画に感動して俳優を志し1938年、日活多摩川撮影所に入社。1939年、田坂具隆の監督映画『土と兵隊』でデビュー。芸名はデビューしたこの時に当時の日活の俳優課長、佐藤圓治が名付けた。高品は一時期本名だった名字でもあり、これを元に「品格が高い」という洒落を掛けた。最初は格と書いて「いたる」と読んだが、誰もが「かく」と呼び、しかもこちらの方が語呂が良いと判断したため、以後「かく」を正式な芸名とした、その後、2度に渡り応召する。
復員後、大映を経て1955年に日活に入社し、『女中ッ子』など多数の映画に出演する。1957年に石原裕次郎主演の『嵐を呼ぶ男』でボクサー崩れの用心棒を演じて、それ以来アクの強い敵役として数々のアクション映画に出演する。
1970年にフリーになってからは、テレビドラマに活動の場を移し、『大都会』などで活躍。1973年の特撮テレビ番組『ロボット刑事』で共演した千葉治郎は、撮影の合間に戦時中の体験談を身振りを交えて話す姿が印象的で、色々と学ぶことも多かったと述懐している。
1984年の『麻雀放浪記』では主人公の青年に麻雀の積込み技を伝授する老人・出目徳役で出演し、博徒の刹那的な生き方を好演。国内の多くの助演男優賞を受賞した。
1994年3月11日、東京都渋谷区のNHKで、4月スタートの大河ドラマ『花の乱』の打ち合わせを終え帰宅中に車の中で苦しみ、病院へ運ばれたが心不全のため東京都大田区の病院で死去。75歳没。
特技は乗馬、殺陣。

## 出演

### 映画
- 土と兵隊（1939年、日活）
- 私は狙われている（1950年、大映）
- 稲妻（1952年、大映）
- あにいもうと（1953年、大映）
- 春琴物語（1954年、大映）
- 坊ちゃん記者（1955年、日活）
- 七つボタン（1955年、日活）
- あした来る人（1955年、日活）
- 三橋美智也のおんな船頭唄（1956年、日活）
- 人間魚雷出撃す（1956年、日活）
- 嵐を呼ぶ男（1957年、日活）
- 日本仁侠伝 血祭り喧嘩状（1959年、日活）
- 爆薬に火をつけろ（1959年、日活）
- 銀座旋風児（1959年、日活）
- 打倒（1960年、日活)
- 拳銃無頼帖 抜き射ちの竜（1960年、日活）
- 渡り鳥いつまた帰る（1960年、日活）
- 海の情事に賭けろ（1960年、日活）
- 銀座旋風児 嵐が俺を呼んでいる（1961年、日活）
- 追跡（1961年、日活）
- 無鉄砲大将（1961年、日活）
- 俺の血が騒ぐ（1961年、日活）
- メキシコ無宿（1962年、日活）
- 青い街の狼（1962年、日活）
- 銀座の恋の物語（1962年、日活）
- 二階堂卓也 銀座無頼帖 帰ってきた旋風児（1962年、日活）
- 男と男の生きる街（1962年、日活）
- 憎いあンちくしょう（1962年、日活）
- 風が呼んでる旋風児　銀座無頼帖（1963年、日活）
- にっぽん昆虫記（1963年、日活）
- 花と怒涛 (1964年、日活)
- 生きている狼 (1964年、日活)
- 鉄火場破り (1964年、日活)
- 帝銀事件 死刑囚（1964年、日活）
- 俺たちの血が許さない（1964年、日活）
- 拳銃野郎（1965年、日活）
- 春婦伝（1965年、日活）
- さすらいは俺の運命（1965年、日活）
- 星と俺とできめたんだ（1965年、日活）
- 青春とはなんだ（1965年、日活）
- 刺青一代（1965年、日活）
- 大日本殺し屋伝（1965年、日活）
- 赤い谷間の決斗（1965年）
- 夜のバラを消せ（1966年、日活）
- 俺にさわると危ないぜ（1966年、日活）
- 星よ嘆くな 勝利の男（1967年、日活）
- 夜霧よ今夜も有難う（1967年、日活）
- 命しらずのあいつ（1967年、日活）
- 爆弾男といわれるあいつ（1967年、日活）
- 七人の野獣（1967年、日活）
- 七人の野獣 血の宣言 (1967年」、日活)
- みな殺しの拳銃（1967年、日活）
- 血斗（1967年、日活）
- 関東刑務所帰り（1967年、日活）
- 無頼より 大幹部（1968年、日活）
- 無頼非情（1968年、日活）
- ザ・スパイダースのバリ島珍道中（1968年、日活）
- あゝひめゆりの塔（1968年、日活）
- 無頼 黒匕首（1968年、日活）
- やくざ渡り鳥 悪党稼業（1969年、日活）
- 続 女の警察（1969年、日活）
- 博徒無情（1969年、日活）
- 野獣の復活（1969年、東宝）
- 極道釜ヶ崎に帰る（1970年、東映）
- クレージーの殴り込み清水港（1970年、東宝）
- 捨て身のならず者（1970年、東映）
- 幽霊屋敷の恐怖 血を吸う人形（1970年、東宝）
- 日本一のワルノリ男（1970年、東宝）
- 博徒外人部隊（1971年、東映）
- だまされて貰います（1971年、東宝）
- 呪いの館 血を吸う眼（1971年、東宝）
- 日本一のショック男（1971年、東宝）
- 百万人の大合唱（1972年、東宝）
- ザ・ゴキブリ（1973年、東宝）
- トラック野郎・望郷一番星（1976年、東映）
- 麻雀放浪記（1984年、東映）
- あいつに恋して（1987年、東宝）
- さらば愛しき人よ（1987年、松竹）
- 花の降る午後（1989年、東宝）
- カンバック（1990年、松竹）
- 陽炎（1991年、バンダイ・松竹）
- 仔鹿物語（1991年）
- ペンタの空（1991年、東宝）
- 死神の使者（1991年、東映ビデオ）
- 怖がる人々（1994年、松竹）
- 第2回欽ちゃんのシネマジャック「やさしい嵐」（1994年、東宝）
- 新宿欲望探偵（1994年、ケイエスエス）

### テレビドラマ
- 東京バイパス指令（1968年、NTV / 東宝）
  - 第8話「墓場の死刑台」
  - 第23話「天国の霊柩車」
  - 第49話「死刑台は硫酸槽だ!」
- 泣いてたまるか 第80話「男はつらい」（1968年、TBS / 国際放映）
- 絢爛たる復讐 第6話「黒い霧のセレナーデ」（1969年、東映 / NET）
- 三匹の侍 第6シリーズ 第15話「吹き溜り」（1969年、CX） - 伊助
- ブラックチェンバー 第4話「皆殺しの密輸部隊」（1969年、東映 / CX）
- 柔道一直線（1969年、東映 / TBS）- 道子の父
- セブンティーン -17才-（1969年、東映 / NTV）- 真知子の父
- 無用ノ介 第10話「無用ノ介 かまいたちの異造を追う」（1969年、国際放映 / NTV） - 秋造親分
- 特命捜査室 第12話「休暇に殺しはごめんだ」（1969年、東映 / CX）
- プレイガールシリーズ（東映 / 12ch）
  - プレイガール
    - 第22話「女の戦は夜ひらく」（1969年） - 阿久津
    - 第55話「謎の尼寺博徒」（1970年） - 大塚熊太郎
    - 第127話「男殺し湖畔の牝猫」（1971年） - 藤村
    - 第145話「嵐を呼ぶ女」（1972年） - 牧村
    - 第171話「勢揃いやわ肌仁義」（1972年） - 赤山
    - 第191話「女の任侠」（1972年） - 鬼熊虎吉
    - 第194話「荒野の女七人」（1972年） - 佐伯
    - 第257話「女が男を寝かすとき」（1974年） - 唐沢

  - プレイガールQ  (1975年)  
    - 第40話「暴力刑事罷り通る」 - 迫田刑事
    - 第53話「全裸で消された謎の女」 - 滝川辰夫
- ブラザー劇場（TBS）
  - 彦左と一心太助（1969年 - 1970年） - 虎造
- 水戸黄門（C.A.L / TBS）
  - 第2部 第18話「母子追分 -追分-」（1970年） - 源七
  - 第3部 第15話「狙撃者 -天草-」（1972年） - 茂平次
  - 第4部 第15話「津軽哀歌 -青森-」（1973年） - 油川の又蔵
  - 第6部 第25話「海道一の大盗人 -金谷-」（1975年） - 又七
- 刑事くん
  - 第1部 第56話「空にでっかい涙雲」（1972年） - 草野刑事
  - 第3部 第50話「輝く瞳」（1975年） - 鬼村虎太郎
- 大江戸捜査網（日活→三船プロ / 12ch）
  - 第13話「白い肌の誘惑」（1970年）　
  - 第65話「江戸っ子義賊夜に泣く」（1972年） - 大野屋伝右衛門
  - 第94話「恐怖の街の暴れん坊」（1973年） - 備前屋伝兵衛
  - 第117話「仕組まれた祝言」（1973年） - 三国屋
  - 第184話「前科なき殺人者」（1975年） - 榎の徳蔵
  - 第211話「幻の殺人者」（1975年） - かすみの宗兵衛
- 俺は透明人間!（1970年、ピー・プロダクション / CX） - 井原与之助
- ポーラテレビ小説（TBS）
  - お登勢（1971年）
  - やっちゃば育ち（1974年） - 留八
  - マリーの桜（1980年） - 竹中源七
  - 女・かけこみ寺（1982年） - 彦十
- 木下恵介・人間の歌シリーズ 俄－浪花遊侠伝（1970年、TBS）
- 日本怪談劇場 第10話「怪談 笠森お染 幽霊茶屋」（1970年、12ch） - 市助
- 打ち込め!青春（1971年、東映 / NET）- 岡田大吉郎
- 清水次郎長（1971年、東映 / CX） - 吃安
- 人形佐七捕物帳 第13話「ほおづき大尽」（NET / 東宝） - 海老屋の番頭
- 荒野の素浪人（1972年、三船プロ / NET）
  - 第5話「獄門 関所破り」 - 不破一角
  - 第33話「争奪 山峡の銃撃戦」 - 月の輪銀次
- おらんだ左近事件帖 第23話「じゃがたら人形」（1972年、東宝 / CX） - 千石屋
- 一心太助 第24話「あべこべ物語」（1972年、CX / 国際放映） - 清兵衛
- 忍法かげろう斬り 第4話「くノ一の貞操」（1972年、東映 / KTV） - 岡村九郎右衛門
- 遠山の金さん捕物帳（1972年、東映 / NET）
  - 第96話「おかげ参りの女」 - 関口多門
  - 第105話「幽霊を化かした男」 - 港屋佐兵衛
- 火曜日の女シリーズ / ある朝、突然に…（1972年、NTV）- 下田署の刑事
- 銭形平次（東映 / CX）
  - 第317話「中仙道地獄坂」（1972年） - 小幡将監
  - 第875話（1983年）
- ウルトラマンA 第12話「サボテン地獄の赤い花」（1972年、円谷プロ / TBS） - 三郎の父（サボテンの露天商）
- お祭り銀次捕物帳 第9話「うそつき寅は見た!」（1972年、東映 / CX） - 相州屋
- 世なおし奉行 第15話「赤い谷の恐怖」（1972年、東映 / NET）
- 紫頭巾事件帖 第20話「じゃじゃ馬つむじ風」（1972年、松竹 / 12ch） - 泉州屋甚右衛門
- 大岡越前 第3部 第12話「誘拐」（1972年、TBS / C.A.L） - 山熊
- 必殺シリーズ（松竹 / ABC）
  - 必殺仕掛人 第1話「仕掛けて仕損じなし」（1972年） - 大岩
  - 助け人走る 第11話「落選大多数」（1973年） - 弥助
- 眠狂四郎 第8話「聖母は炎に消えた」（1972年、KTV / 東映）
- 快傑ライオン丸 第37話「狙われた男 怪人トドカズラ」（1972年、ピープロ / CX） - 喜蔵 / 木猿
- 木枯し紋次郎 第2シーズン 第6話「女郎蜘蛛が泥に這う」（1972年、C.A.L / CX） - 金沢の与吉郎
- 恐怖劇場アンバランス 第13話「蜘蛛の女」（1973年、円谷プロ/ CX） - 警官
- 太陽にほえろ!（東宝 / NTV）
  - 第29話「奪われたマイホーム」（1973年） - 葉村社長（葉村商事）
  - 第305話「勲章」（1978年） - 清川章一（城南署宮坂駐在所巡査）
- ロボット刑事（1973年、東映 / CX） - 芝大造刑事
- ファイヤーマン 第25話「帰る星なき宇宙人」（1973年、円谷プロ / NTV） - 松吉
- 唖侍鬼一法眼 第16話「卍ふたたび」（1974年、勝プロ / NTV） - 岩造
- 科学捜査官 第18話「愛の断層」（1974年、KTV / 松竹）
- 走れ!ケー100 第40話「教頭先生は大助かり」（1974年、C.A.L / TBS） - 教頭先生
- 右門捕物帖（1974年、NET） - あばたの敬四郎（村上敬四郎）
- 特別機動捜査隊（東映 / NET）
  - 第677話「十円玉の詩」（1974年） - 橋田嘉市
  - 第717話「わたしが殺した男」（1975年） - 井関刑事部長
  - 第726話「兄とその妹」（1975年） - 上岡
  - 第730話「南国の旅路の果て」（1975年） - 恩田一平
  - 第734話「絶望を越えて」（1975年） - 向井重吉
- 非情のライセンス 第2シリーズ（東映 / NET）
  - 第5話「兇悪のカナリヤ」（1974年） - 秋川（東華会組長）
  - 第34話「兇悪の甘い肌」（1975年） - 石原久夫
- ザ★ゴリラ7 第8話「誇り高き脅迫者」（1975年、東映 / NET） - 伊奈村清吉
- 長崎犯科帳 第19話「呪いの連発銃」（1975年、ユニオン映画 / NTV） - 伊豆屋善兵衛
- 新宿警察 第1話「新宿24時」（1975年、東映 / CX） - 竹中（誠和興業組長）
- 破れ傘刀舟悪人狩り 第51話「人斬り子守唄」（1975年、三船プロ / NET） - 相模屋忠兵衛
- 痛快!河内山宗俊 第4話「祭ばやしに男が賭けた」（1975年、勝プロ / CX） - えびす屋伝兵衛
- 大都会シリーズ（石原プロ / NTV）
  - 大都会 闘いの日々（1976年） - 丸山米三（警視庁捜査四課刑事）
  - 大都会 PARTII（1977年 - 1978年） - 丸山米三（城西署捜査一課刑事、マルさん）
  - 大都会 PARTIII（1978年 - 1979年） - 丸山米三（城西署捜査一課刑事、マルさん）
- 子連れ狼 第3部 第20話「そして相目見ゆる日」（1976年、ユニオン映画 / NTV） - 阿部監物
- いろはの"い"（1976年 - 1977年、東宝 / NTV） - 大森巡査部長（モリチョウ）
- 新・座頭市 第2シリーズ 第12話「雨あがり」（1978年、勝プロ / CX） - 九八
- 江戸の渦潮 第14話「純情柳河岸」（1978年、東宝 / CX）
- 吉宗評判記 暴れん坊将軍（東映 / ANB）
  - 第78話「天下を狩る男」（1979年） - 塩沢織部正
  - 第147話「め組が架けた恋の橋」（1981年） - 千石屋
- Gメン'75（東映 / TBS）
  - 第224話「九月の海から出てきた女の手首」（1979年） - リュウジの父親
  - 第252話「15年前の女の死体」（1980年） - 市川正造刑事
  - 第267話、第268話「Gメン対世界最強の香港カラテ」（1980年） - 周警部
- 鉄道公安官 第21話「秋芳洞に消えた女」（1979年、東映 / ANB） - 坂井エイスケ
- 土曜ワイド劇場（ANB）
  - 松本清張の紐・恐怖の大回転遊覧車（1979年、松竹）
  - 死者の木霊（1982年、東映） - 園田警部補
- 長七郎天下ご免!（1979年 - 1982年、東映 / ANB） - 浜乃家吾兵衛
- 土曜ドラマ（NHK)
  - 向田邦子シリーズ 蛇蠍のごとく（1980年）
  - 新十津川物語（1992年） - 森
- 探偵物語 第17話「黒猫に罠を張れ」（1980年、東映ビデオ / NTV） - 怪盗黒猫
- 特捜最前線 第157話「ドレスメーカー女学院強盗事件!」（1980年、東映 / ANB） - 内海三郎（元刑事）
- 柳生あばれ旅 第15話「裏切者は女で殺せ -藤川-」（1981年、東映 / ANB） - 米作
- 同心暁蘭之介（1981年、CX） - 斉藤典膳
- 文吾捕物帳 第15話「かわいい女」（1982年、三船プロ / ANB）
- 鬼平犯科帳 第3シリーズ 第22話「狐火」（1982年、ANB / 東宝） - 源七
- 新・松平右近（1983年、ユニオン映画 / NTV） - 文蔵
- 長七郎江戸日記（1983年 - 1988年、ユニオン映画 / NTV） - 牛吉 [注釈 1]
- 許せない結婚（1985年、TBS） - 田宮善三
- 連続テレビ小説（NHK）
  - 澪つくし（1985年） - 小畑兵造
  - 青春家族（1989年） - 岩井一馬
  - 君の名は（1991年） - 松吉
- ただいま絶好調! 第18話「ロード・ランナー」（1985年、石原プロ / ANB）
- 年末時代劇スペシャル（ユニオン映画 / NTV）
  - 忠臣蔵（1985年） - 間喜兵衛
  - 白虎隊（1986年）
  - 田原坂（1987年） - 永田熊吉
- どうぶつ通り夢ランド 第6話「助けたカメは100万円!?」（1986年、国際放映 / ANB）
- 大河ドラマ（NHK）
  - 独眼竜政宗（1987年） - 泉田重光
  - 翔ぶが如く（1990年） - 調所笑左衛門
  - 花の乱（1994年） - 善阿弥 [注釈 2]
- 火曜サスペンス劇場（NTV）
  - 過去からの声（1988年7月）
  - 湾岸に消えた女（1989年1月）
- 東芝日曜劇場 / 俺達に明日は来るのか（1991年、TBS） - 塚本
- 塀の中のプレイ・ボール（1991年、TBS）
- 腕におぼえあり 第2シリーズ 第11話「妄想」（1992年、NHK） - 八兵衛
- 悪女（1992年、YTV） - 近江物産 相談役
- ドラマ30 / とびっきり、青春（1993年2月 - 3月、CBC）
- RUN（1993年、TBS）

### 吹き替え
- ガンヒルの決斗（アンソニー・クイン）

### CM
- サントリー「サントリーレッドエクストラ」（1978年。はしだのりひこと共演）
- 小林製薬「ポリデント」
- 日本ケロッグ「コーンフレーク」（1982年）
- 日清食品「めんコクわかめ」（1984年、ボクシング編・銭湯編。森田健作・中村れい子と共演）
- キリンビバレッジ「ジャイブ」（1987年 - 1989年。張り込み中の刑事役で小林稔侍と共演（※1987年は山﨑努と共演））

### その他
- 水曜スペシャル 燃えろ!石原裕次郎 芸能生活25周年記念 (1979年)
- ギミア・ぶれいく / コーナードラマ『善行銀行』（1990年、TBS）